# Sciurillus pusillus
Sciurillus pusillus is een zoogdier uit de familie van de eekhoorns (Sciuridae). De wetenschappelijke naam van de soort werd voor het eerst geldig gepubliceerd door É. Geoffroy in 1803.

## Beschrijving
De soort is de kleinste boomeekhoorn uit Noord- en Zuid-Amerika en met een gemiddelde lichaamslengte van maar tien cm, met een staart van 11 cm. Volwassenen wegen dertig tot veertig gram. De vacht is grijs over het lichaam, met lichtere, maar niet scherp contrasterende, vacht op de onderkanten. De kop is enigszins roodachtig, met duidelijke witte aftekeningen achter de oren, die korter en meer afgerond zijn dan op de meeste andere boomeekhoorns. De ledematen zijn slank, met de voorpoten langwerpig om te helpen bij het klimmen. Vrouwtjes hebben zes spenen.

## Verspreiding en habitat
Ze bewonen minstens vier sterk gescheiden regio's in noordelijk Zuid-Amerika, in Frans-Guyana, Suriname, Midden-Brazilië, Noord-Peru en Zuid-Colombia. Binnen deze regio's wonen ze in tropisch laaglanden in het regenwoud. Drie ondersoorten worden nu herkend, maar hun geografische verspreidingen zijn onduidelijk en kunnen twee of meer verschillende soorten vertegenwoordigen.

## Biologie en gedrag
Het zijn dagdieren en brengen de dag door in het bladerdak, tot minstens negen meter boven de grond. Ze zijn waargenomen toen ze zich nestelden in verlaten termietennesten, bekleed met vezels die ze verzameld hadden uit de machimango (Eschweilera) boom. Ze voeden zich door te knagen aan de schors van bomen, vooral die van het geslacht  Parkia , en het eten van gom geproduceerd door de bomen in reactie op verwonding of het cambium onder de schors. De bevolkingsdichtheid is blijkbaar laag, met normaal niet meer dan drie individuele per km2, maar groepen met meer dan één volwassene plus jong, zijn waargenomen in gebieden met een lokale concentratie van voedsel.
Deze eekhoorns bewegen zich snel door de bomen en zijn opgewonden en geven een alarmoproep die wordt beschreven als vergelijkbaar met het geluid van een krekel. Ze baren een of twee jongen tegelijk.